# A Cook-szigetek madárfajainak listája
A Cook-szigetek területén mintegy 64 madárfaj él, melyből 16 fenyegetett faj, és 1 betelepített.
| A Cook-szigetek madárfajainak listája       |                                     | | | | |
| - A Cook-szigetek elhelyezkedése a térképen |                                     | | | | |
| Rend                                        | Család                              | Faj | Képek | Képek | Képek |
| Lúdalakúak (Anseriformes)                   | Récefélék (Anatidae)                | - Tőkés réce – (Anas platyrhynchos) - Szemöldökös réce – (Anas superciliosa) - Nyílfarkú réce – (Anas acuta) | - Tőkés réce (Anas platyrhynchos) - Szemöldökös réce (Anas superciliosa) - Nyílfarkú réce (Anas acuta) | - Tőkés réce (Anas platyrhynchos) - Szemöldökös réce (Anas superciliosa) - Nyílfarkú réce (Anas acuta) | - Tőkés réce (Anas platyrhynchos) - Szemöldökös réce (Anas superciliosa) - Nyílfarkú réce (Anas acuta) |
| Darualakúak (Gruiformes)                    | Guvatfélék (Rallidae)               | - Déltengeri vízicsibe (Porzana tabuensis) | - Déltengeri vízicsibe (Porzana tabuensis) | - Déltengeri vízicsibe (Porzana tabuensis) | - Déltengeri vízicsibe (Porzana tabuensis) |
| Viharmadár-alakúak (Procellariiformes)      | Albatroszfélék (Diomedeidae)        | - Chatham-albatrosz - (Thalassarche eremita) - Sárgaszemű albatrosz - (Thalassarche impavida) | - Chatham-albatrosz (Thalassarche eremita) - Sárgaszemű albatrosz (Thalassarche impavida) | - Chatham-albatrosz (Thalassarche eremita) - Sárgaszemű albatrosz (Thalassarche impavida) | - Chatham-albatrosz (Thalassarche eremita) - Sárgaszemű albatrosz (Thalassarche impavida) |
| Viharmadár-alakúak (Procellariiformes)      | Viharfecskefélék (Hydrobatidae)     | - Fehérhasú viharfecske – (Fregetta grallaria) - Feketehasú viharfecske - (Fregetta tropica) - Polinéziai viharfecske – (Nesofregetta fuliginosa) - Wilson-viharfecske - (Oceanites oceanicus) - Fehérarcú viharfecske - (Pelagodroma marina) | - Fehérhasú viharfecske (Fregetta grallaria) - Wilson-viharfecske (Oceanites oceanicus) | - Fehérhasú viharfecske (Fregetta grallaria) - Wilson-viharfecske (Oceanites oceanicus) | - Fehérhasú viharfecske (Fregetta grallaria) - Wilson-viharfecske (Oceanites oceanicus) |
| Viharmadár-alakúak (Procellariiformes)      | Viharmadárfélék (Procellariidae)    | - Galambhojsza – (Daption capense) - Kermadec-szigeteki viharmadár – (Pterodroma neglecta) - Murphy-viharmadár – (Pterodroma ultima) - Tahiti viharmadár – (Pterodroma rostrata) - Örvös viharmadár - (Pterodroma brevipes) - Pterodroma cervicalis - Feketeszárnyú viharmadár – (Pterodroma nigripennis) - Gould-viharmadár – (Pterodroma leucoptera) - Pterodroma alba - Pterodroma inexpectata - Maori hojsza - (Pterodroma cookii) - Solander-viharmadár - (Pterodroma solandri) - Buller-vészmadár - (Puffinus bulleri) - Ékfarkú viharmadár - (Puffinus pacificus) - Karácsony-szigeteki vészmadár – (Puffinus nativitatis) - Vékonycsőrű vészmadár - (Puffinus tenuirostris) - Szalagos szerecsenhojsza - (Bulweria bulwerii) - Fekete viharmadár - (Procellaria parkinsoni) - kis vészmadár (Puffinus assimilis) - Puffinus bailloni | - Solander-viharmadár (Pterodroma solandri) - Galambhojsza (Daption capense) - Gould-viharmadár (Pterodroma leucoptera) - Szalagos szerecsenhojsza (Bulweria bulwerii) - Karácsony-szigeteki vészmadár (Puffinus nativitatis) | - Solander-viharmadár (Pterodroma solandri) - Galambhojsza (Daption capense) - Gould-viharmadár (Pterodroma leucoptera) - Szalagos szerecsenhojsza (Bulweria bulwerii) - Karácsony-szigeteki vészmadár (Puffinus nativitatis) | - Solander-viharmadár (Pterodroma solandri) - Galambhojsza (Daption capense) - Gould-viharmadár (Pterodroma leucoptera) - Szalagos szerecsenhojsza (Bulweria bulwerii) - Karácsony-szigeteki vészmadár (Puffinus nativitatis) |
| Gödényalakúak (Pelecaniformes)              | Trópusimadár-félék (Phaethontidae)  | - Vörösfarkú trópusimadár – (Phaethon rubricauda) | - Vörösfarkú trópusimadár (Phaethon rubricauda) | - Vörösfarkú trópusimadár (Phaethon rubricauda) | - Vörösfarkú trópusimadár (Phaethon rubricauda) |
| Gödényalakúak (Pelecaniformes)              | Szulafélék (Sulidae)                | - Álarcos szula – (Sula dactylatra) - Fehérhasú szula – (Sula leucogaster) - Piroslábú szula – (Sula sula) | - Álarcos szula (Sula dactylatra) - Fehérhasú szula (Sula leucogaster) - Piroslábú szula (Sula sula) | - Álarcos szula (Sula dactylatra) - Fehérhasú szula (Sula leucogaster) - Piroslábú szula (Sula sula) | - Álarcos szula (Sula dactylatra) - Fehérhasú szula (Sula leucogaster) - Piroslábú szula (Sula sula) |
| Gödényalakúak (Pelecaniformes)              | Fregattmadárfélék (Fregatidae)      | - Szalagos fregattmadár – (Fregata minor) | - Szalagos fregattmadár (Fregata minor) | - Szalagos fregattmadár (Fregata minor) | - Szalagos fregattmadár (Fregata minor) |
| Lilealakúak (Charadriiformes)               | Lilefélék (Charadriidae)            | - Ezüstlile – (Pluvialis squatarola) - Ázsiai pettyeslile – (Pluvialis fulva) | - Ezüstlile (Pluvialis squatarola) - Ázsiai pettyeslile (Pluvialis fulva) | - Ezüstlile (Pluvialis squatarola) - Ázsiai pettyeslile (Pluvialis fulva) | - Ezüstlile (Pluvialis squatarola) - Ázsiai pettyeslile (Pluvialis fulva) |
| Lilealakúak (Charadriiformes)               | Szalonkafélék (Scolopacidae)        | - Szibériai vándorcankó – (Heteroscelus brevipes) - Heterosceles incanus - Tahiti póling – (Numenius tahitiensis) - Kőforgató – (Arenaria interpres) | - Szibériai vándorcankó (Heteroscelus brevipes) - Tahiti póling (Numenius tahitiensis) - Kőforgató (Arenaria interpres) | - Szibériai vándorcankó (Heteroscelus brevipes) - Tahiti póling (Numenius tahitiensis) - Kőforgató (Arenaria interpres) | - Szibériai vándorcankó (Heteroscelus brevipes) - Tahiti póling (Numenius tahitiensis) - Kőforgató (Arenaria interpres) |
| Lilealakúak (Charadriiformes)               | Csérfélék (Sternidae)               | - Barna noddi – (Anous stolidus) - Fekete noddi - '(Anous minutus) - Ezüstnoddi – (Procelsterna cerulea) - Tündércsér – (Gygis alba) - Füstös csér – (Onychoprion fuscatus) - Szürkehátú csér - (Onychoprion lunatus) - Feketefejű csér – (Sterna sumatrana) - Küszvágó csér – (Sterna hirundo) - Üstökös csér - (Thalasseus bergii) | - Barna noddi (Anous stolidus) - Tündércsér (Gygis alba) - Füstös csér (Onychoprion fuscatus) | - Barna noddi (Anous stolidus) - Tündércsér (Gygis alba) - Füstös csér (Onychoprion fuscatus) | - Barna noddi (Anous stolidus) - Tündércsér (Gygis alba) - Füstös csér (Onychoprion fuscatus) |
| Galambalakúak (Columbiformes)               | Galambfélék (Columbidae)            | - Szirti galamb – (Columba livia) – betelepített faj - Cook-szigeteki gyümölcsgalamb – (Ptilinopus rarotongensis) – endemikus faj - Bütykös császárgalamb – (Ducula pacifica) | - Szirti galamb (Columba livia) | - Szirti galamb (Columba livia) | - Szirti galamb (Columba livia) |
| Papagájalakúak (Psittaciformes)             | Lórifélék (Loriidae)                | - Zafírlóri – (Vini peruviana) | - Zafírlóri (Vini peruviana) | - Zafírlóri (Vini peruviana) | - Zafírlóri (Vini peruviana) |
| Kakukkalakúak (Cuculiformes)                | Kakukkfélék (Cuculidae)             | - Hosszúfarkú koel – (Eudynamys taitensis) | - Hosszúfarkú koel – (Eudynamys taitensis) | - Hosszúfarkú koel – (Eudynamys taitensis) | |
| Sarlósfecske-alakúak (Apodiformes)          | Sarlósfecskefélék (Apodidae)        | - Atiu-szigeti szalangána – (Aerodramus sawtelli) – endemikus faj | - Atiu-szigeti szalangána – (Aerodramus sawtelli) – endemikus faj | - Atiu-szigeti szalangána – (Aerodramus sawtelli) – endemikus faj | |
| Szalakótaalakúak (Coraciiformes)            | Jégmadárfélék (Alcedinidae)         | - Todiramphus tutus - Mangaia-szigeti jégmadár – (Todiramphus ruficollaris) – endemikus faj | - Todiramphus tutus - Mangaia-szigeti jégmadár – (Todiramphus ruficollaris) – endemikus faj | - Todiramphus tutus - Mangaia-szigeti jégmadár – (Todiramphus ruficollaris) – endemikus faj | |
| Verébalakúak (Passeriformes)                | Császárlégykapó-félék (Monarchidae) | - Rarotongai tengerilégykapó – (Pomarea dimidiata) – endemikus faj | - Rarotongai tengerilégykapó – (Pomarea dimidiata) – endemikus faj | - Rarotongai tengerilégykapó – (Pomarea dimidiata) – endemikus faj | |
| Verébalakúak (Passeriformes)                | Óvilági poszátafélék (Sylviidae)    | - Mangaia-szigeti nádiposzáta – (Acrocephalus kerearako) – endemikus faj | - Mangaia-szigeti nádiposzáta – (Acrocephalus kerearako) – endemikus faj | - Mangaia-szigeti nádiposzáta – (Acrocephalus kerearako) – endemikus faj | |
| Verébalakúak (Passeriformes)                | Seregélyfélék (Sturnidae)           | - Rarotongai énekes seregély – (Aplonis cinerascens) – endemikus faj - Pásztormejnó - (Acridotheres tristis) | - Pásztormejnó (Acridotheres tristis) | - Pásztormejnó (Acridotheres tristis) | - Pásztormejnó (Acridotheres tristis) |